# マレク・プワブゴ
マレク・プワブゴ（プラヴゴ、プラウゴ、Marek Plawgo、1981年2月25日 ‐ ）は、ポーランド・ルダ・シロンスカ出身の陸上競技選手。専門はハードルおよび短距離走。400mハードルで48秒12（ポーランド記録）、400mで45秒35の自己ベストを持つ。2007年大阪世界選手権の男子400mハードルと男子4×400mリレーの銅メダリストである。
オリンピックと世界選手権を通じてポーランド勢初の400mハードルメダリストになった選手である。世界選手権以外では、2004年アテネオリンピックと2008年北京オリンピックの男子400mハードルで6位、2003年バーミンガム世界室内選手権男子4×400mリレーで銅メダル獲得、2007年ワールドアスレチックファイナル男子400mハードルで優勝などの実績を持つ。

## 経歴
2000年10月の世界ジュニア選手権男子400mハードルを自己ベスト（当時）の49秒23で制すると、アンカーを務めた男子4×400mリレーでは3位に貢献し、世界ジュニア選手権の400mハードルと4×400mリレーでポーランド勢初のメダルを獲得した。
2011年5月12日の国際グランプリ大阪男子400mハードルで48秒16のポーランド新記録（当時）を樹立。1998年にPawel Januszewskiがマークした48秒17を塗り替えた。
2002年3月のヨーロッパ室内選手権男子400mを大会新記録（当時）およびポーランド新記録の45秒39で制すると、1走を務めた男子4×400mリレーでも3分05秒50をマークしての優勝に貢献し、大会2冠を達成した。
2003年3月のバーミンガム世界室内選手権男子400mと男子4×400mリレーに出場。男子400mは準決勝で組3着に入れば決勝に進出できたが、3着とは0秒21差の4着で決勝進出を逃した。しかし、アンカーを務めた男子4×400mリレーでは3分06秒61をマークしての3位に貢献し、この種目ではポーランド勢3つ目のメダルとなる銅メダルを獲得した。
2003年7月のヨーロッパU23選手権男子400mハードルを48秒45で制すると、アンカーを務めた男子4×400mリレーも3分03秒32をマークしての優勝に貢献し、大会2冠を達成した。
2004年8月のアテネオリンピック400mハードルと4×400mリレーに出場し、オリンピックデビューを果たした。男子400mハードルは準決勝をポーランド新記録（当時）の48秒16（全体3位）で突破し、この種目では2000年シドニー大会のPaweł Januszewski以来となるポーランド勢2人目のファイナリストになったが、決勝ではタイムを落として49秒00の6位に終わった。アンカーを務めた男子4×400mリレーは3分03秒69で予選敗退に終わった。
2007年8月の大阪世界選手権男子400mと男子4×400mリレーに出場。男子400mは準決勝を全体1位の48秒18で突破すると、決勝では48秒12のポーランド新記録を樹立。カーロン・クレメント（47秒61）、フェリックス・サンチェス（48秒01）に次ぐ3位に入り、この種目ではオリンピックを含めてもポーランド勢初のメダリストになった。1走を務めた男子4×400mリレーでは3分00秒05の3位に貢献し、世界選手権の4×400mリレーでポーランド勢2つ目（当時）となるメダルを獲得した。
2007年9月のワールドアスレチックファイナル男子400mハードルで48秒35をマークし、大阪世界選手権金メダリストのカーロン・クレメントに同タイム着差ありで競り勝ち初優勝を達成した。
2008年8月のオリンピック男子400mハードルで2大会連続のファイナリストになるも、前回大会と同じく48秒52の6位に終わった。アンカーを務めた男子4×400mリレーは3分00秒32の7位に貢献した（後に6位に繰り上がった）。

## 自己ベスト
記録欄の（　）内の数字は風速（m/s）で、+は追い風を意味する。
| 種目         | 記録          | 年月日        | 場所               | 備考               |
| 屋外         | 屋外          | 屋外          | 屋外               | 屋外               |
| ------------ | ------------- | ------------- | ------------------ | ------------------ |
| 100m         | 10秒60 (+1.2) | 2001年9月22日 | クラクフ           |                    |
| 200m         | 20秒61 (+1.1) | 2002年5月25日 | ビャワ・ポドラスカ |                    |
| 300m         | 32秒77        | 2002年5月29日 | ビェルスコ＝ビャワ |                    |
| 400m         | 45秒35        | 2002年6月22日 | アヌシー           |                    |
| 600m         | 1分16秒03     | 2005年4月30日 | ボガティニャ       |                    |
| 400mハードル | 48秒12        | 2007年8月28日 | 大阪               | ポーランド記録     |
| 室内         |               |               |                    |                    |
| 200m         | 21秒30        | 2003年3月2日  | スパワ             |                    |
| 400m         | 45秒39        | 2002年3月3日  | ウィーン           | 室内ポーランド記録 |
| 60mハードル  | 8秒15         | 1999年1月23日 | スパワ             |                    |

## 主要大会成績
備考欄の記録は当時のもの
| 年   | 大会                                | 場所               | 種目    | 結果         | 記録            | 備考                         |
| ---- | ----------------------------------- | ------------------ | ------- | ------------ | --------------- | ---------------------------- |
| 1999 | ヨーロッパジュニア選手権 (en)       | リガ               | 400mH   | 4位          | 52秒17          |                              |
| 2000 | 世界ジュニア選手権                  | サンティアゴ       | 400mH   | 優勝         | 49秒23          | 自己ベスト                   |
| 2000 | 世界ジュニア選手権                  | サンティアゴ       | 4x400mR | 3位          | 3分07秒05 (4走) |                              |
| 2001 | 世界選手権                          | エドモントン       | 400mH   | 準決勝2組7着 | 49秒80          |                              |
| 2002 | ヨーロッパ室内選手権 (en)           | ウィーン           | 400m    | 優勝         | 45秒39          | 大会記録 室内ポーランド記録  |
| 2002 | ヨーロッパ室内選手権 (en)           | ウィーン           | 4x400mR | 優勝         | 3分05秒50 (1走) |                              |
| 2002 | ヨーロッパ選手権 (en)               | ミュンヘン         | 400m    | 4位          | 45秒40          |                              |
| 2002 | ヨーロッパ選手権 (en)               | ミュンヘン         | 4x400mR | 決勝失格     | DQ (2走)        |                              |
| 2003 | 世界室内選手権                      | バーミンガム       | 400m    | 準決勝2組4着 | 46秒82          |                              |
| 2003 | 世界室内選手権                      | バーミンガム       | 4x400mR | 3位          | 3分06秒61 (4走) |                              |
| 2003 | ヨーロッパU23選手権 (en)            | ブィドゴシュチュ   | 400mH   | 優勝         | 48秒45          |                              |
| 2003 | ヨーロッパU23選手権 (en)            | ブィドゴシュチュ   | 4x400mR | 優勝         | 3分03秒32 (4走) |                              |
| 2004 | オリンピック                        | アテネ             | 400mH   | 6位          | 49秒00          | 準決勝48秒16：ポーランド記録 |
| 2004 | オリンピック                        | アテネ             | 4x400mR | 予選2組5着   | 3分03秒69 (4走) |                              |
| 2006 | ヨーロッパ選手権                    | ヨーテボリ         | 400mH   | 2位          | 48秒71          |                              |
| 2006 | ワールドカップ (en)                 | アテネ             | 400mH   | 3位          | 48秒76          |                              |
| 2007 | 世界選手権                          | 大阪               | 400mH   | 3位          | 48秒12          |                              |
| 2007 | 世界選手権                          | 大阪               | 4x400mR | 3位          | 3分00秒05 (1走) |                              |
| 2007 | ワールドアスレチックファイナル (en) | シュトゥットガルト | 400mH   | 優勝         | 48秒35          |                              |
| 2008 | オリンピック                        | 北京               | 400mH   | 6位          | 48秒52          |                              |
| 2008 | オリンピック                        | 北京               | 4x400mR | 6位          | 3分00秒32 (4走) |                              |
| 2008 | ワールドアスレチックファイナル (en) | シュトゥットガルト | 400mH   | 6位          | 51秒13          |                              |
| 2012 | ヨーロッパ選手権                    | ヘルシンキ         | 400mH   | 準決勝1組6着 | 50秒77          |                              |

### ゴールデンリーグ
優勝したゴールデンリーグの大会を記載（個人種目のみ）
| 年   | 大会  | 場所     | 種目  | 記録   | 備考 |
| ---- | ----- | -------- | ----- | ------ | ---- |
| 2007 | ISTAF | ベルリン | 400mH | 49秒01 |      |